# Училищни връзки
„Училищни връзки“ (на английски: School Ties) е американска спортна драма от 1992 г. на режисьора Робърт Мандъл, и участват Брендън Фрейзър, Мат Деймън, Крис О'Донъл, Рандъл Батинкоф, Андрю Лауъри, Коул Хаузър, Бен Афлек и Антъни Рап.

## Актьорски състав
| Актьор          | Роля                                    |
| --------------- | --------------------------------------- |
| Брендън Фрейзър | Дейвид Грийн                            |
| Мат Деймън      | Чарли Дилън                             |
| Крис О'Донъл    | Крис Рийс                               |
| Рандъл Бантикоф | Рип Ван Келт                            |
| Андрю Лауъри    | Мак МакГивърн                           |
| Кол Хаузър      | Джак Конърс                             |
| Бен Афлек       | Чести Смит                              |
| Антъни Рап      | Ричард Колинс                           |
| Ейми Локейн     | Сали Уелър                              |
| Питър Донат     | Бартрам                                 |
| Желко Иванек    | Господин Клиъри, учител по френски език |
| Кевин Тай       | Треньор Макдевит                        |
| Майкъл Хигинс   | Господин Гиераш, учител по история      |
| Ед Лаутър       | Алън Грийн, баща на Дейвид              |
| Питър Макроби   | Чаплейн                                 |

## В България
В България филмът е издаден на VHS от „Александра Видео“ на 21 март 2001 г.